# Ignacio José de Macedo

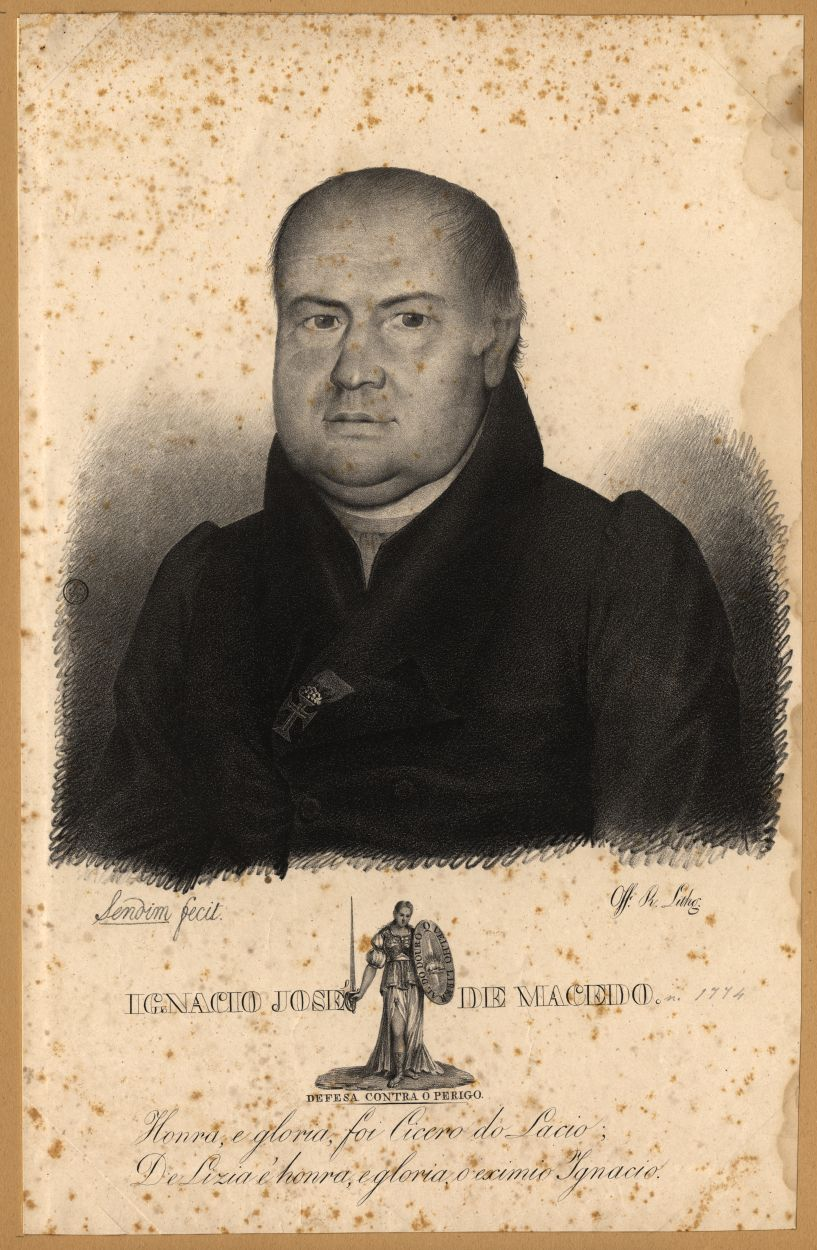
Ignacio José de Macedo

Ignacio José de Macedo (1774-1834) foi um padre católico português. Foi um dos redatores do jornal Idade d'Ouro do Brazil.
Para uma síntese biográfica do Padre Ignacio José de Macedo, remeto ao artigo do professor Pablo Antonio Iglesias Magalhães, publicado na Revista do Instituto Geográfico e Histórico da Bahia